# Orvidų sodyba
Orvidų sodyba (česky usedlost Orvidů) je litevské muzeum, jinak známé také jako muzeum absurdit nebo muzeum mystiky a moderního sakrálního umění.
Začal ho budovat Kazimieras Orvidas (starší) a v jeho tvorbě pokračoval jeho syn Kazimieras Orvidas, nazývaný Vilius Orvydas, který byl řeholníkem františkánů. Muzeum se nachází ve vsi Gargždelė, v západní části Litvy, v Žemaitsku, v Klajpedském kraji, 1 km na jihovýchod od města Salantai, u silnice č. 169 Skuodas - Plungė.

## Galerie

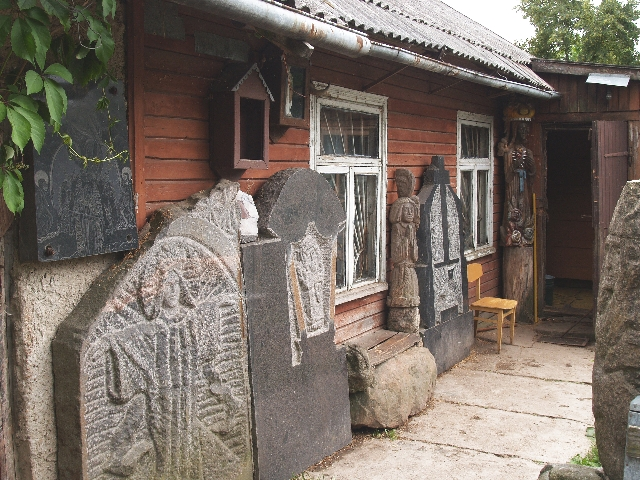
Vnitřní dvorek domku Orvidů s náhrobními deskami od Viliuse Orvida
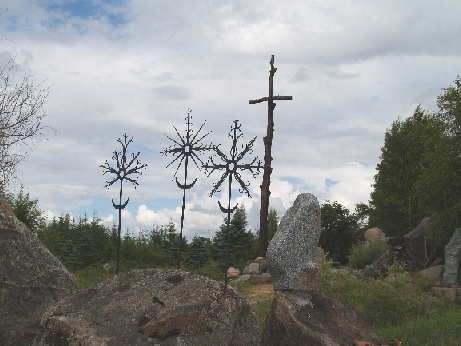
Orvidovy kříže se sluníčky a půlměsíci a fragment sbírky balvanů na severním okraji usedlosti
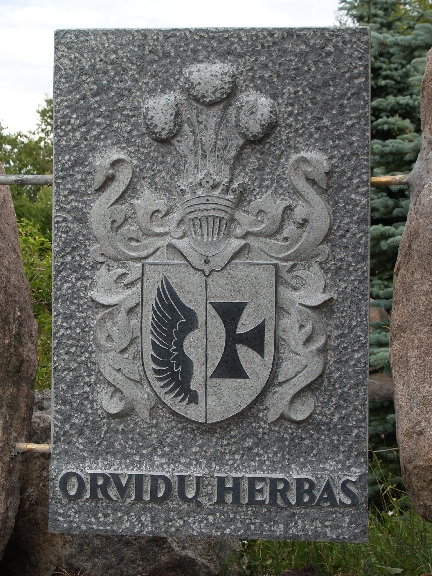
Rodinný erb Viliuse Orvida
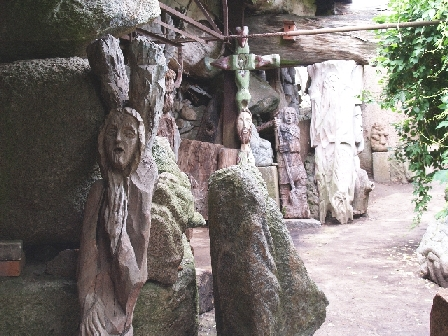
Vnitřní dvorek usedlosti